# Chu Kính Vương
Chu Kính Vương (chữ Hán: 周敬王; trị vì: 519 TCN - 477 TCN), tên thật là Cơ Cái (姬丐), là vị vua thứ 26 của nhà Chu trong lịch sử Trung Quốc.

## Thân thế
Ông là con trai của Chu Điệu Vương – vua thứ 25 nhà Chu.

## Trị vì
Năm 520 TCN, ông nội Cơ Cái là Chu Cảnh Vương mất, vua cha Điệu vương Cơ Mãnh lên nối ngôi. Được 7 tháng, chú Cơ Cái là Cơ Triều làm binh biến giết Điệu vương đoạt ngôi vua.
Cơ Cái không vào thành được, phải chạy ra đất Trạch. Tấn Khoảnh công đang làm bá chủ chư hầu bèn mang quân giúp Cơ Cái, đưa ông trở về nước, đánh bại Cơ Triều. Cơ Triều xin quy hàng làm bề tôi. Cơ Cái lên ngôi, tức là Chu Kính Vương.
Năm 516 TCN, Cơ Triều lại làm loạn, giành ngôi với Chu Kính vương. Kính vương lại chạy sang nước Tấn. Tấn Khoảnh công lại triệu tập chư hầu đưa Kính vương về nước và xây thành cho nhà Chu. Tuy nhiên Cơ Triều vẫn được tha.
Năm 504 TCN, Cơ Triều lại khởi loạn lần thứ 3, Kính vương lại chạy sang nước Tấn. Tấn Định công mang quân đưa Kính vương về nước, dẹp dứt loạn Cơ Triều.
Năm 477 TCN, Chu Kính vương mất. Ông ở ngôi 42 năm. Con ông là Cơ Nhân lên nối ngôi, tức là Chu Nguyên Vương.